# 神森站
神森站（日语：／ Kamori eki */?）是位於三重縣三重郡菰野町，近畿日本鐵道（近鐵）的湯之山線車站（廢站）。此站主要讓通勤和上學的乘客使用。

## 歷史
- 1913年（大正2年）6月1日 - 四日市鐵道川島村（現時：伊勢川島）至湯之山（現時：湯之山溫泉）之間開通，此站啟用[1]。
- 1918年（大正7年）2月 - 車站暫停營業[2]。
- 1927年（昭和2年）4月 - 車站重開[2]。
- 1931年（昭和6年）3月1日 - 公司合併後成為三重鐵道車站[3][4]。
- 1944年（昭和19年）2月11日 - 公司合併後成為三重交通車站[1]。
- 1952年（昭和27年）前 - 車站暫停營業。
- 1964年（昭和39年）
  - 2月1日 - 三重交通的鐵路事業分離，成為三重電氣鐵道車站[1]。
  - 3月1日 - 軌距由762毫米改至1,435毫米，架空電纜電壓升至直流1,500伏特[5]。
- 1965年（昭和40年）4月1日 - 公司合併後成為近畿日本鐵道湯之山線車站[1]。
- 1969年（昭和44年）月15日 - 暫停營業中的此站、堀木站、製絨所前站、小生站和宿野站一同廢止。

## 相鄰車站
近畿日本鐵道
湯之山線
櫻－神森－宿野

## 註腳
1. 1 2 3 4  曾根悟（日语：曽根悟）（監修）. . 朝日百科週刊. 2號 近畿日本鐵道 1. 朝日新聞出版. 2010-08-22: 18–23. ISBN 978-4-02-340132-7 （日语）.
2. 1 2  近畿日本鉄道株式会社. . 近畿日本鉄道. 2010-12: 688. NDL 21906373 （日语）.
3. ↑  近畿日本鉄道株式会社. . 近畿日本鉄道. 2010-12: 357–358. NDL 21906373.
4. ↑  『歴史でめぐる鉄道全路線 大手私鉄』中指出為同年3月18日。
5. ↑  . 鉄道ピクトリアル (電気車研究会). 1964-05, (157): 86 （日语）.